# Алдарово (Бураєвський район)
Алда́рово (рос. Алдарово, башк. Алдар) — присілок у складі Бураєвського району Башкортостану, Росія. Входить до складу Азяковської сільської ради.
Населення — 66 осіб (2010; 68 у 2002).
Національний склад:
- башкири — 81 %